# 埃德温·卡尔 (作曲家)
埃德温·詹姆斯·奈恩·卡尔（英語：Edwin James Nairn Carr，1926年8月10日—2003年3月27日），新西兰作曲家，曾受教于道格拉斯·利尔本和本杰明·弗兰克尔，后来到意大利和德国，曾被卡尔·奥尔夫教过。返回大洋洲后从事教学及作曲。作品体裁比较广泛，1961年后音乐风格转向序列主义。是新西兰重要的作曲家之一。